# Altonaer Bürgermeister
Diese Liste enthält die Bürgermeisterinnen und Bürgermeister sowie die historischen Stadtherren von Altona.

## Altonaer (Ober-)Bürgermeisterinnen und Bürgermeister (mit Amtszeit)
- Anton Goldbach (1664–1680)
- Hans Christian Eiffler (1680–1703)
- Johann Hallmann (1703–1712)
- Joachim Hinrich Jönsen (1732–1755)
- Johann Daniel Baur (1755–1772)
- Immanuel Schütze (1772–1778)
- Johann Adolph Peter Gries (1779–1790)
- Caspar Siegfried Gähler (1791–1825)
- Johann Heinrich Lange (1825–1837)
- Carl Heinrich Caspar Behn (1838–1853)
- Wilhelm Gähler (1853–1855)
- Friedrich Gottlieb Eduard von Thaden (1856–1883)
- Franz Adickes (1883–1891)
- Otto Giese (1891–1904)
- Alexander Baur (gewählt 1905; Amt aus Gesundheitsgründen nicht angetreten)
- Carl Tettenborn (1905–1909)
- Bernhard Schnackenburg (1909–1924)
- Max Brauer, SPD (1924–1933)

NS-Zeit
- Emil Brix, NSDAP (1933–1936)
- Helmut Daniel (1936–1937)
- Bernhard Velthuysen (1937–1938?)
- Heinrich Piwitt, NSDAP-Kreisleiter des Kreises 7 (1939–1945)

### Bezirksamtsleiter (seit 1945)
- August Kirch, SPD (1945–1954)
- Walther Kunze, FDP (1954–1963)
- Werner Maschek (1963–1984)
- Hans-Peter Strenge, SPD (1984–1995)
- Uwe Hornauer, SPD (1996–2002)
- Hinnerk Fock, FDP (2003–2007)
- Jürgen Warmke-Rose, parteilos (2007–2013)
- Liane Melzer, SPD (2013–2019)
- Stefanie von Berg, Grüne (seit Dezember 2019)

## (Ober-)Präsidenten zu Altona
(vom dänischen König eingesetzter verantwortlicher Kopf des Magistrats)
- Rudolf Roland (1664–1680)
- Matthias Jessen (1680–1712)
- Claus Claußen (1712–1713)
- Christian Detlev von Reventlow (1713–1732)
- Matthias Jessen d. J. (1732–1736)
- Bernhard Leopold Volkmar von Schomburg (1736–1746)
- Hans Rantzau von Ascheberg (1746–1749)
- Detlev von Reventlow (1749–1751)
- Henning von Qualen (1751–1766)
- Sigismund Wilhelm von Gähler (1767–1788)
- Christian Ludwig von Stemann (1789–1808)
- Conrad Daniel von Blücher (1808–1845)
- Graf Joseph von Reventlow-Criminil (1846–1850)
- Baron Carl von Scheel-Plessen (1853–1856)
- Ludwig Gustav Heinzelmann (1856–1861)
- Ludwig Nikolaus von Scheele (1861–1864)

## Könige der Altonaer Geschichte

### Dänische Könige (Haus Oldenburg)
Altona gelangte mit Holstein-Pinneberg 1647 zum Herzogtum Holstein und damit unter die Herrschaft der dänischen Krone.
- Christian IV. (* 1577), 1588–1648
- Frederik III. (* 1609), 1648–1670
- Christian V. (1646–1699), 1670–1699
- Frederik IV. (* 1671), 1699–1730
- Christian VI. (1699–1746), 1730–1746
- Frederik V. (* 1723), 1746–1766
- Christian VII. (1749–1808), 1766–1808
- Frederik VI. (* 1768), 1808–1839
- Christian VIII. (1786–1848), 1839–1848
- Frederik VII. (* 1808), 1848–1863

### Preußische Könige (Hohenzollern)
Nachdem Dänemark im Frieden von Wien (1864) auf Schleswig, Holstein und Lauenburg verzichtet hatte, marschierten am 9. Juni 1865 preußische Truppen in das von Österreich verwaltete Holstein ein.  Die preußische Provinz Schleswig-Holstein wurde 1867 gebildet.
- Wilhelm I. (1797–1888), 1864–1888
- Friedrich III. (1831–1888), 1888–1888
- Wilhelm II. (1859–1941), 1888–1918

Siehe auch
Bezirk Altona#Geschichte